# Marie Françoise Catherine de Beauvau-Craon
Marie Françoise Catherine de Beauvau-Craon (1711 – 1786), běžně známá jako Madame de Boufflers, byla francouzská šlechtična. Byla milenkou panovníka Stanislav Leszczyńského a matkou básníka Stanislase de Boufflers.

## Rodina
Marie Françoise se narodila jako pátá dcera Marca de Beauvau, knížete z Beauvau-Craonu, a Anny Markéty de Lignéville, milenky lotrinského vévody Leopolda. Marie Françoise měla devatenáct sourozenců, včetně Karla Justa z Beauvau, přes kterého se stala švagrovou Marie Charlotte de La Tour d'Auvergne. Marie Françoise se provdala za o tři roky mladšího Louise Françoise de Boufflers, markýze z Amestranges, se kterým měla syna Stanislase de Boufflers, později známého básníka.

## Život
Duchaplná, dobře vzdělaná a krásná markýza psala verše a kreslila pastely. U dvora v Lunéville se ve věku 34 let stala hlavní milenkou o třicet let staršího vyhnaného polského krále Stanislav Leszczyńského. To jí nezabránilo scházet se i s jinými milenci; markýza přezdívaná La Dame de Volupté ("dáma rozkoše") byla také milenkou básníka Jeana Françoise de Saint-Lambert, lotrinského intendanta Antoine-Martina Chaumont de La Galaizière, právníka a básníka Françoise-Antoina Devaux.
V pokusu přivést markýzu de Boufflers k žárlivosti a získat zpět její náklonnost, se Saint-Lambert pokusil svést markýzu de Châtelet, která v roce 1748 přijela do Lunéville. Markýza du Châtelet se do básníka vášnivě zamilovala a stala se nejlepší přítelkyní markýzy de Boufflers, čímž zcela zhatila plány otce Menou, Stanislavova zpovědníka, který ji chtěl využít k tomu, aby markýzu de Boufflers zbavil postu hlavní královy milenky.